# 部曲
部曲，又稱客，是中國魏晋南北朝至隋唐、朝鮮新羅、高麗時代的一种社会阶级。在魏晋南北朝时部曲主要指家兵、私兵。隋唐、新羅、高麗时期指介于奴婢与良人之间属于次等人的社会阶层。

## 名称由来
在汉朝，部曲泛指某将军统率下的军队。

### “家兵”时期
早在新朝末年农民起义时，地方豪强曾以军事编制部勒所属的宗族、宾客、子弟等，组成武装力量。
部曲正式起源自東漢末年，黄巾之乱后，由于诸侯征伐，五匪盜寇四起，农民就去依靠世族大姓以自保，他们是當時的士族地主所掌握最主要的農業勞動力，称为佃客；这些人中的壯丁，与世族大姓的宗族、宾客、子弟、门生、故吏編為大門第自卫性质的军隊，这些人都称为部曲，也称家兵，在没有战争时部曲也种地做佃客。
另外在正式军队編制中，属于将军的部曲也发生变化，不作战时也进行屯垦。而后一些将帅见有利可图，更广为招募部曲从事生产。乱世人无所归，部曲永随将帅，从属于主将私人所有的色彩也越来越浓。
魏晋以后，客的身分卑微化，部曲地位也随之卑微化。但仍然有受到尊敬的宾客，部曲的地位还不算太低。
而后有些政权把部曲合法化，例如:
1. 三国时代的孙吴政权就实行世袭领兵制度，使将领与士兵建立世代的隶属关系。
2. 十六国时，成汉政权的李雄命令范长生的部曲不由国家调租，租税都直接交给范家，部曲的私属地位得到国家承认。

但是这时期朝廷随时可把私人部曲收归国家，部曲依附关系还不稳定。
在南北朝前期，已有主人视部曲为贱口，但并未得到法律上的认可。一直到北周武帝建德六年（公元577年）下令释放西魏平江陵及与北齐对立期间掠得的战俘奴婢。此命令乃历史学界迄今所认为最早明确规定部曲为贱口身分，即部曲是已释放而未离本主的奴婢，而且说明部曲身分高于奴婢低于良人。

### “贱口”时期
部曲的贱口身分在《唐律》中更规定的更明确，推测是继承北周而来。这种作为贱口的部曲，已经与军事组织无关，主要从事土地劳作。
隋唐时期，當時所行均田制，以家中人力多少分配田地的方式，亦是配合這種以部曲為主力的莊園式生產方式。一直到唐末五代宋之際，這種部曲制度逐漸崩壞，代興的是佃戶制，佃戶與部曲最大之不同，是其與地主為訂契約的方式，有較多的人身及遷居自由，而佃戶的義務為交租而非服勞役，且在法律上佃戶不再是賤民而是良民。宋以后向进步的方向发展，佃戶在订立租田契约之际，具有很大的选择权，而佃户将田地退还给地主，佃户立即可以恢复自由。但宋代的荆湖南北路、四川等离中央较远地区，依附于大地主庇护的所谓“佃户”，本质上还是部曲。

## 部曲的地位

### 部曲的权利与限制
1. 部曲有自己的私财，但无独立户籍。
2. 若伤害主人，将罪加一等，即使经过放免，对旧主人仍有主从名分。
3. 部曲在隋初大约还与奴婢一样受田，约到隋炀帝执政时停止[5]。
4. 唐代法律规定，部曲、客女“当色”[6]为婚，身分世袭。放免部曲、客女为良，要由家长给手书，长子以下连署，牒报官府，才能有效。

### 部曲与奴隶的分别
部曲與奴隸、奴婢（但此名詞有亦泛指部曲）有所不同，性質類似於西方的農奴（serf），其比奴隸有較多的人身自由，基本上擁有家庭，婚姻雖需主人之同意，但可自收聘金，最重要的，在經濟勞作上，奴隸為一年到頭為主人勞作，而由主人供給其起碼的衣食，而部曲則約投入三分之二的人力時間耕作地主的土地，其餘精力則努力於地主分配給的一塊自用地以自給，但除了耕之外，尚有替地主服勞役的義務。這種形式部曲的出現很可能與奴隸生產效率的不足有關，奴隸因此只以用在家內勞作為主。